# معاهده هابرتوسبورگ
معاهده هابرتوسبورگ (آلمانی: Frieden von Hubertusburg)، معاهده‌ای است که پس از معاهده پاریس در سال ۱۷۶۳ بسته شد که به موجب آن سومین جنگ سیلسین به پایان رسید و پروس توانست ساکسونی را به نفع خود تصرف کند و مبدل به یکی از قدرت‌های بزرگ اروپا شود.